# 流離者的海
流離者的海是香港歌手林家謙在2023年秋季發行的單曲，9月15日由數位發行，MV同日推出，這首單曲並且是林家謙個人首次海外演唱會L*underground的主題曲。

## 製作
配合首次的海外演唱會，林家謙在9月時推出流離者的海，歌詞內容以流離的人為主題，紀錄踏上旅途的種種，雖然歌詞聽來沉鬱，但是作為演唱會主題曲，配上輕快的120BPM进行曲節奏，作出反差感，歌曲的主旋律為B大調。
在異鄉與說著熟悉語言的陌生人們參與了一場演唱會，稍稍緩解了思鄉之情，雖然各自踏上海洋漂泊，但也正是因為有勇氣走出去，站在這裡或許略顯疲憊，但報償是偶遇這些可愛的人事物，譜出獨特悠然自得的探索世界之歌。
MV與張小踏再次合作，張小踏延續SUMMER BLUES演唱會的突發奇想風格，MV動畫裡行天下的交通工具不只有一葉船，紙鶴、單車、風車都可以，流離是可以輕鬆地越過無邊無際的海洋。

## 商業表現
流離者的海在903專業推介上榜8週，第46週登上榜首，是林家謙2023年的第2首叱咤冠軍歌，另1首是怪我只敢做好人。

## 資料來源
1. ↑  . 903專業推介.   [2025-02-23].
2. ↑  林家謙 Terence Lam [@terencelam0903]. . 2023-09-14  [2025-03-17] –Instagram （中文（香港））.
3. ↑  . SONG BPM.   [2025-02-23] （英语）.
4. ↑  . ACOO. 2023-10-19  [2025-02-23]. （原始内容存档于2025-01-18） （中文（香港））.
5. ↑  . 虛詞. 2023-10-13  [2025-02-23]. （原始内容存档于2025-01-26） （中文（香港））.
6. ↑  . 聲活圈 Sound Of Life.   [2025-02-22]. （原始内容存档于2025-02-20） （中文）.
7. ↑  張小踏 StspC [@mindyourstepc]. . 2023-09-14  [2025-03-17] –Instagram （中文（香港））.
8. ↑  . 明報. 2023-11-19  [2025-02-23]. （原始内容存档于2024-10-06） （中文（香港））.
9. ↑  . U 港生活. 2024-01-01  [2025-02-24] （中文（香港））.